# Trafford (Alabama)
 Trafford, Alabama és una població dels Estats Units a l'estat d'Alabama. Segons el cens del 2000 tenia 523 habitants.

## Demografia
Segons el cens del 2000, Trafford tenia 523 habitants, 220 habitatges, i 159 famílies La densitat de població era de 132,8 habitants/km².
Dels 220 habitatges en un 25,5% hi vivien nens de menys de 18 anys, en un 52,7% hi vivien parelles casades, en un 15% dones solteres, i en un 27,7% no eren unitats familiars. En el 25,5% dels habitatges hi vivien persones soles el 12,7% de les quals corresponia a persones de 65 anys o més que vivien soles. El nombre mitjà de persones vivint en cada habitatge era de 2,38 i el nombre mitjà de persones que vivien en cada família era de 2,82.
Per edats la població es repartia de la següent manera: un 20,7% tenia menys de 18 anys, un 10,5% entre 18 i 24, un 27,2% entre 25 i 44, un 26,8% de 45 a 60 i un 14,9% 65 anys o més.
L'edat mitjana era de 40 anys. Per cada 100 dones hi havia 90,2 homes. Per cada 100 dones de 18 o més anys hi havia 86,1 homes.
La renda mitjana per habitatge era de 23.611 $ i la renda mitjana per família de 32.292 $. Els homes tenien una renda mitjana de 29.375 $ mentre que les dones 18.750 $. La renda per capita de la població era d'11.926 $. Aproximadament el 17% de les famílies i el 21,3% de la població estaven per davall del llindar de pobresa.

## Poblacions properes
El següent diagrama mostra les poblacions més properes.